# 伊兹韦斯特科维 (犹太自治州)
伊兹韦斯特科维（羅馬化：Izvestkovyy）是俄罗斯犹太自治州的市级镇，属奥布卢奇耶区，位于比拉河流域内基姆坎河（Кимкан）畔，在区行政中心奥布卢奇耶东、自治州首府比罗比詹西偏北方。
该地2021年人口有1,499人；2010年人口1,809；2002年人口2,229；1989年人口3,025。